# Polní Chrčice
Polní Chrčice là một làng thuộc huyện Kolín, vùng Středočeský, Cộng hòa Séc.